# Article 5 de la Convention européenne des droits de l'homme
L'article 5 de la Convention européenne des droits de l'homme (CEDH) intitulé « Droit à la liberté et à la sûreté ». Il régit tous les éléments de la privation de liberté – quel qu'en soit le motif – de la détention initiale à la remise en liberté.
L'article no 5 définit le droit à la liberté, soumis seulement à quelques exceptions légales qui autorisent l'arrestation dans des circonstances définies, telles que l'arrestation de personnes soupçonnées d'actes criminels, ou l'emprisonnement de personnes condamnées par un tribunal. L'article prévoit aussi le droit d'être informé, dans une langue que l'on comprend, des raisons de l'arrestation et des charges retenues contre soi, le droit de recours rapide devant un tribunal pour déterminer la légalité  de l'arrestation ou de la détention, le droit d'être jugé dans un délai raisonnable ou libéré dans le cadre de la procédure, ainsi que le droit à compensation en cas d'arrestation ou de détention en violation de cet article.

## Texte de l'article
« Droit à la liberté et à la sûreté 
1. Toute personne a droit à la liberté et à la sûreté. Nul ne peut être privé de sa liberté, sauf dans les cas suivants et selon les voies légales:
a) s'il est détenu régulièrement après condamnation par un tribunal compétent;
b) s'il a fait l'objet d'une arrestation ou d'une détention régulières pour insoumission à une ordonnance rendue, conformément à la loi, par un tribunal ou en vue de garantir l'exécution d'une obligation prescrite par la loi;
c) s'il a été arrêté et détenu en vue d'être conduit devant l'autorité judiciaire compétente, lorsqu'il y a des raisons plausibles de soupçonner qu'il a commis une infraction ou qu'il y a des motifs raisonnables de croire à la nécessité de l'empêcher de commettre une infraction ou de s'enfuir après l'accomplissement de celle-ci;
d) s'il s'agit de la détention régulière d'un mineur, décidée pour son éducation surveillée ou de sa détention régulière, afin de le traduire devant l'autorité compétente;
e) s'il s'agit de la détention régulière d'une personne susceptible de propager une maladie contagieuse, d'un aliéné, d'un alcoolique, d'un toxicomane ou d'un vagabond;
f) s'il s'agit de l'arrestation ou de la détention régulières d'une personne pour l'empêcher de pénétrer irrégulièrement dans le territoire, ou contre laquelle une procédure d'expulsion ou d'extradition est en cours.
2. Toute personne arrêtée doit être informée, dans le plus court délai et dans une langue qu'elle comprend, des raisons de son arrestation et de toute accusation portée contre elle.
3. Toute personne arrêtée ou détenue, dans les conditions prévues au paragraphe 1.c du présent article, doit être aussitôt traduite devant un juge ou un autre magistrat habilité par la loi à exercer des fonctions judiciaires et a le droit d'être jugée dans un délai raisonnable, ou libérée pendant la procédure. La mise en liberté peut être subordonnée à une garantie assurant la comparution de l'intéressé à l'audience.
4. Toute personne privée de sa liberté par arrestation ou détention a le droit d'introduire un recours devant un tribunal, afin qu'il statue à bref délai sur la légalité de sa détention et ordonne sa libération si la détention est illégale.
5. Toute personne victime d'une arrestation ou d'une détention dans des conditions contraires aux dispositions de cet article a droit à réparation. »

— Article 5 de la Convention européenne de sauvegarde des droits de l'homme et des libertés fondamentales

## Jurisprudence
- Affaire Delbec c. France, 18 juin 2002 : violation de l'article 5-4[3].
- 23 novembre 2010, Moulin c. France : Le Procureur n'est pas une autorité judiciaire
- 24 mars 2005, Epple c. Allemagne : La régularité de la privation de liberté doit être contrôlée rapidement par un juge

L’intéressé a refusé de déférer à un ordre de la police lui enjoignant de quitter un lieu de fête. Il affirme que son arrestation et sa détention par la police sont une violation de l’article 5 (droit à la liberté et à la sûreté) de la Convention. La Cour considère que la durée de la détention policière couplée au retard dans le contrôle effectué par le juge n’a pas suffisamment respecté l’équilibre qu’il fallait établir entre la nécessité de garantir l’exécution de l’obligation imposée au requérant et le droit de celui-ci à la liberté. Dès lors, la Cour conclut à la violation de l’article 5, paragraphe 1, alinéa b de la Convention.Communiqué du Greffier.
- Arrêt Baudoin c. France, du 18/11/2010 et 18/02/2011 : violation des articles 5-1-e et 5-4[4].
- Arrêt Pleso c. Hongrie, du 2/01/2013 : violation de l'article 5-1 à la suite d'un internement psychiatrique insuffisamment fondé[5].

## Concept de sûreté personnelle
Le concept de sûreté personnelle n'a pas beaucoup fait l'objet d'interprétation par la Cour. Nous pouvons noter l'arrêt Akdivar et autres c. Turquie du 16 septembre 1996.
En revanche ce concept a fait l'objet de commentaires émis par la Cour suprême du Canada en distinguant le concept de « Liberté » en analysant l'article 7 de la Charte canadienne des droits et libertés.